# MLB All-Star Game 2021
MLB All-Star Game 2021 – 91. Mecz Gwiazd ligi MLB, który rozegrano 13 lipca 2021 roku na stadionie Coors Field w Denver.
Decyzja o przyznaniu Denver organizacji meczu została ogłoszona 6 kwietnia 2021 roku był to drugi Mecz Gwiazd w tym mieście, poprzedni został rozegrany w 1998 roku. Menadżerami obydwu zespołów byli Kevin Cash z Tampa Bay Rays, mistrza American League 2020 oraz Dave Roberts z Los Angeles Dodgers, mistrza National League 2020.
Mecz zakończył się zwycięstwem drużyny American League 5:2, a MVP meczu został Vladimir Guerrero Jr. z Toronto Blue Jays.

## Wyjściowe składy
| American League | American League       | American League    | American League | National League | National League    | National League       | National League |
| #               | Zawodnik              | Klub               | Pozycja         | #               | Zawodnik           | Klub                  | Pozycja         |
| --------------- | --------------------- | ------------------ | --------------- | --------------- | ------------------ | --------------------- | --------------- |
| 1               | Shohei Ohtani         | Los Angeles Angels | DH              | 1               | Fernando Tatis Jr. | San Diego Padres      | SS              |
| 2               | Vladimir Guerrero Jr. | Toronto Blue Jays  | 1B              | 2               | Max Muncy          | Los Angeles Dodgers   | DH              |
| 3               | Xander Bogaerts       | Boston Red Sox     | SS              | 3               | Nolan Arenado      | St. Louis Cardinals   | 3B              |
| 4               | Aaron Judge           | New York Yankees   | RF              | 4               | Freddie Freeman    | Atlanta Braves        | 1B              |
| 5               | Rafael Devers         | Boston Red Sox     | 3B              | 5               | Nick Castellanos   | Cincinnati Reds       | RF              |
| 6               | Marcus Semien         | Toronto Blue Jays  | 2B              | 6               | Jesse Winker       | Cincinnati Reds       | LF              |
| 7               | Salvador Pérez        | Kansas City Royals | C               | 7               | J.T. Realmuto      | Philadelphia Phillies | C               |
| 8               | Teoscar Hernández     | Toronto Blue Jays  | LF              | 8               | Bryan Reynolds     | Pittsburgh Pirates    | CF              |
| 9               | Cedric Mullins        | Baltimore Orioles  | CF              | 9               | Adam Frazier       | San Diego Padres      | 2B              |

| Zespół | 1 | 2 | 3 | 4 | 5 | 6 | 7 | 8 | 9 | R | H | E |
| --- | - | - | - | - | - | - | - | - | - | - | - | - |
| American League | 0 | 1 | 1 | 0 | 2 | 1 | 0 | 0 | 0 | 5 | 9 | 0 |
| National League | 0 | 0 | 0 | 0 | 1 | 1 | 0 | 0 | 0 | 2 | 8 | 1 |
| WP: Shohei Ohtani (1–0) LP: Corbin Burnes (0–1) SV: Liam Hendriks (1) Home runy: NL: Vladimir Guerrero Jr., Mike Zunino (1) AL: J.T. Realmuto (1) |   |   |   |   |   |   |   |   |   |   |   |   |

## Składy
| Miotacze - 32 Matt Barnes (1) - 40 Chris Bassitt (1) - 57 Shane Bieber (2) - 54 Aroldis Chapman (7) - 45 Gerrit Cole (4) - 17 Nathan Eovaldi (1) - 48 Kyle Gibson (1) - 16 Liam Hendriks (2) - 16 Yusei Kikuchi (1) - 36 Andrew Kittredge (1) - 35 Lance Lynn (2) - 55 Ryan Pressly (2) - 55 Carlos Rodón (1) - 33 Taylor Rogers (1) - 30 Gregory Soto (1) Łapacze - 13 Salvador Pérez (7) - 10 Mike Zunino (1) DH - 23 Nelson Cruz (7) - 28 J.D. Martinez (4) - 17 Shohei Ohtani (1) |  | Wewnątrzpolowi - 27 José Altuve (7) - 7 Tim Anderson (1) - 11 Bo Bichette (1) - 2 Xander Bogaerts (3) - 4 Carlos Correa (2) - 11 Rafael Devers (1) - 27 Vladimir Guerrero Jr. (1) - 28 Matt Olson (1) - 15 Whit Merrifield (2) - 11 José Ramírez (3) - 2 Marcus Semien (1) - 20 Jared Walsh (1) - 18 Joey Wendle (1) Zapolowi - 23 Michael Brantley (5) - 13 Joey Gallo (2) - 53 Adolis García (1) - 35 Teoscar Hernández (1) - 99 Aaron Judge (3) - 31 Cedric Mullins (1) - 27 Mike Trout (9) |  | Menadżer - 30 Kevin Cash |

| Miotacze - 21 Walker Buehler (2) - 39 Corbin Burnes (1) - 11 Yū Darvish (5) - 48 Jacob deGrom (4) - 34 Kevin Gausman (1) - 71 Josh Hader (3) - 31 Craig Kimbrel (8) - 48 Germán Márquez (1) - 39 Mark Melancon (4) - 51 Freddy Peralta (1) - 27 Alex Reyes (1) - 28 Trevor Rogers (1) - 31 Max Scherzer (8) - 99 Taijuan Walker (1) - 45 Zack Wheeler (1) - 53 Brandon Woodruff (2) Łapacze - 4 Willson Contreras (10) - 2 Omar Narváez (1) - 28 Buster Posey (7) - 10 J.T. Realmuto (3) DH - 13 Max Muncy (2) |  | Wewnątrzpolowi - 1 Ozzie Albies (2) - 28 Nolan Arenado (6) - 23 Kris Bryant (4) - 9 Jake Cronenworth (1) - 35 Brandon Crawford (3) - 5 Eduardo Escobar (1) - 12 Adam Frazier (1) - 5 Freddie Freeman (5) - 13 Manny Machado (5) - 23 Fernando Tatís Jr. (1) - 2 Justin Turner (2) - 7 Trea Turner (1) Zapolowi - 13 Ronald Acuña Jr. (2) - 50 Mookie Betts (5) - 8 Nick Castellanos (1) - 10 Bryan Reynolds (1) - 12 Kyle Schwarber (1) - 22 Juan Soto (1) - 3 Chris Taylor (1) - 33 Jesse Winker (1) |  | Menadżer - 30 Dave Roberts |

- W nawiasie podano liczbę powołań do All-Star Game.